# Palpares cephalotes
Palpares cephalotes är en insektsart som först beskrevs av Klug in Ehrenberg 1834.  Palpares cephalotes ingår i släktet Palpares och familjen myrlejonsländor. Inga underarter finns listade i Catalogue of Life.